# Bernie Glow
Bernie Glow (* 6. Februar 1926 in New York; † 8. Mai 1982 ebenda) war ein US-amerikanischer Jazztrompeter des Swing und des Modern Jazz.

## Leben und Wirken
Glow begann mit neun Jahren Trompete zu spielen, studierte bei Max Schlossberg, der bei den New Yorker Philharmonikern spielte. Unter dem Einfluss von Glows russischem Großvater Sam Finkel wurde Glow bald zu einem der ersten Trompetenspieler in einem regulären Orchester. Während seiner Highschool-Zeit spielte Bernie Glow mit künftigen Jazzgrößen wie Stan Getz, Shorty Rogers und George Wallington. Glow wurde in dieser Zeit von den Aufnahmen Snooky Youngs mit der Jimmy Lunceford Band sowie von Billy Butterfield in Benny Goodmans Band beeinflusst.
Nach Ende der Highschool tourte der sechzehnjährige Glow ein Jahr mit dem Richard Himber Orchestra. Anschließend arbeitete er bei Xavier Cugat und dann mit Raymond Scott bei der CBS-Radiostation. 1945/46 spielte er die Lead-Trompete in Artie Shaws Band, danach bei Boyd Raeburn. Das Jahr 1949 war er mit Woody Hermans Second Herd auf Tournee.
In den frühen 1950er Jahren spielte Glow in Big Bands, Latin-Bands und Tanz-Orchestern, trat in Manhattan in Theatern, Dance halls, Nachtclubs und im Radio auf.
Seit 1953 war Glow ein vielgefragter Trompeter für unzählige kommerzielle und Jazz-Aufnahme-Sessions. Er bediente dabei ein breites musikalisches Spektrum; an einem Tag spielte er für eine Radio-Werbung von Pepsi, am nächsten nahm er ein Album mit Frank Sinatra oder Ella Fitzgerald auf. Viele dieser Studiobigband-Sessions wurden von Komponisten bzw. Arrangeuren wie Nelson Riddle, Quincy Jones oder Oliver Nelson geleitet. Miles Davis und Gil Evans beteiligten ihn an den Aufnahmen von Miles Ahead (1957), Porgy and Bess (1958), Sketches of Spain (1959) und Quiet Nights (1962). Glow war auch Mitglied des NBC- und CBS-Orchesters.